# 그들이 아버지를 죽였다
《그들이 아버지를 죽였다》(영어: First They Killed My Father, 크메르어: មុនដំបូងខ្មែរក្រហមសម្លាប់ប៉ារបស់ខ្ញុំ)는 2017년 9월 공개된 미국, 캄보디아의 전기, 역사, 스릴러 영화이다. 안젤리나 졸리가 감독과 각본을 맡았으며, 로웅 웅 역시 각본에 참여했다. 로웅 웅의 동명 회고록이 영화의 원작이다.

## 출연

### 주연
- 사레움 스레이 모치 : 로웅 웅 역
- 포엉 콤픽 : 파 웅 역
- 스벵 소체아타 : 마 웅 역

## 같이 보기
- 캄보디아 내전
- 킬링필드 (영화)